# Дело Елены Мисюриной
Дело Елены Мисюриной — судебный процесс над врачом-гематологом, руководителем Гематологической службы ГКБ № 52 Еленой Николаевной Мисюриной, которая 22 января 2018 года Черемушкинским районным судом города Москвы была приговорена (судом первой инстанции) к 2 годам лишения свободы в колонии общего режима. 4 марта 2021 года приговор Черемушкинского районного суда города Москвы был отменен Московским городским судом, а уголовное дело было прекращено за отсутствием состава преступления.
Обстоятельства дела и приговор вызвали широкий общественный резонанс и протесты в медицинском сообществе.

## Обстоятельства дела
25 июля 2013 года в частную клинику «ГеноТехнология» обратился пациент 55 лет, страдающий раком предстательной железы, несахарным диабетом и миелофиброзом. С целью уточнения диагноза врач-гематолог, кандидат медицинских наук Елена Мисюрина провела трепанобиопсию — забор образца костного мозга из подвздошной кости, процедуру, стандартную в гематологической практике. После процедуры пациент жалоб на ухудшение самочувствия не предъявлял и самостоятельно покинул клинику на своём автомобиле. Через некоторое время пациент поступил в клинику «Медси» с клинической картиной «острого живота» и был госпитализирован с диагнозом «острый аппендицит». Позже были выявлены признаки внутреннего кровотечения и через 18 часов пациент был прооперирован. В ходе операции в брюшной полости было обнаружено геморрагическое содержимое. Механического повреждения сосудов отмечено не было, выше места кровотечения штатным хирургом «Медси» и приглашённым сосудистым хирургом были наложены лигатуры. Несмотря на проведённое лечение, утром 28 июля пациент скончался.
Елена Мисюрина не была поставлена в известность о случившемся ни во время пребывания пациента в стационаре, ни по факту его смерти, и была извещена лишь в феврале 2014 года запросом из Следственного комитета в ходе доследственной проверки обстоятельств смерти пациента. В январе 2015 года в отношении Мисюриной было возбуждено уголовное дело по ст. 109 ч. 1 УК РФ «Причинение смерти по неосторожности» (максимальный предусмотренный срок лишения свободы 2 года); через год срок давности истёк, и дело было переквалифицировано на ст. 238 ч. 2 п. «в», "... оказание услуг, не отвечающих требованиям безопасности жизни или здоровья потребителей, если они повлекли по неосторожности причинение тяжкого вреда здоровью либо смерть человека", с максимальным сроком 6 лет лишения свободы. В основу обвинения были положены показания патологоанатома, проводившего вскрытие в клинике «Медси», несмотря на отсутствие у клиники в 2013 году лицензии на патологическую анатомию и действовавшие нормативные акты, в соответствии с которыми вскрытие должно было производиться в одном из отделений судебно-медицинской экспертизы трупов Бюро СМЭ Департамента здравоохранения города Москвы. По показаниям патологоанатома, не подтверждённым ни фотоснимками, ни описанием входного отверстия трепана в протоколе вскрытия, причиной летального исхода послужило кровотечение из травмированных сосудов таза в результате ошибочного введения трепана вместо гребня подвздошной кости в крестец с его сквозным повреждением. Защита Мисюриной утверждает, что трепанобиопсия проводилась опытным гематологом, проведшим за свою практику несколько тысяч аналогичных процедур; помимо этого, ранение артерии привело бы к массивной кровопотере значительно быстрее — пациент просто не успел бы покинуть клинику. В качестве причины летального кровотечения сторона защиты называет обвальное нарушение свёртываемости крови, вызванное трансформацией миелофиброза в острый лейкоз; в данной ситуации кровотечение могло быть спонтанным или вызванным любым неловким движением пациента, и требовало не хирургического вмешательства, а коррекции гемостаза.

Ведущий онкогематолог России, бывший директор Гематологического научного центра, академик РАН Андрей Иванович Воробьёв, опрошенный судом в качестве эксперта, согласен со стороной защиты: 
«В городе Москве, отлично обеспеченном службой крови с большими запасами любых компонентов крови, вдруг погибает больной от кровотечения из сосудов, якобы пораненных трепаном при проведении стандартной диагностической процедуры — трепанобиопсии.
Пусть будет правдой (хотя допустить это в опытных руках невозможно), что врач спутала подвздошную кость с крестцом, пусть (что крайне маловероятно и никем не наблюдалось) были трепаном ранены сосуды таза. Но перевязкой кровоточащих сосудов занимались на операции хирурги, сосуды они перевязывать умеют. Это бессмысленно подвергать сомнению. Почему же больной погиб от массивной кровопотери? От кровотечений из разорванных сосудов, даже при отрыве ноги взрывом, сегодня не умирают.

При этом хирурги в клинике, двое с половиной суток наблюдающие больного, открывшие брюшную полость, перевязывают все сосуды, казавшиеся им источником кровотечения. Безуспешно. Почему же погиб пациент? Потому что механическая остановка кровотечения из большого сосуда не останавливает кровоточивость из мелких сосудов, обусловленных нарушением — истощением факторов свертывания. <…> Это и есть типичная картина ДВС-синдрома — диагноза, выставленного в стационаре пациенту. Выставленного, но не леченного единственным эффективным средством — свежезамороженная плазма внутривенно 1-2-3 литра».
Несмотря на доводы защиты, 22 января 2018 года Черёмушкинский районный суд Москвы приговорил Елену Мисюрину к двум годам лишения свободы в колонии общего режима.
5 февраля 2018 года Мосгорсуд принял решение освободить из СИЗО гематолога Елену Мисюрину. Она будет находиться под подпиской о невыезде. На заседании суда за гематолога поручился президент НИИ неотложной детской хирургии и травматологии Леонид Рошаль, который предложил посадить его под арест вместо Мисюриной. Рошаль также заявил, что российские врачи подвергаются «необъяснимой и необоснованной» травле.
16 апреля 2018 года состоялось закрытое заседание Московского городского суда по апелляционной жалобе адвокатов и представлению прокуратуры. Был отменен приговор Черёмушкинского районного суда города Москвы от 22 января 2018 года в отношении Мисюриной Елены Николаевны. Уголовное дело в отношении Мисюриной возвращено в прокуратуру. Заседание проходило в закрытом режиме по настоянию родственников пациента, заявивших, что материалы дела содержат врачебную тайну.
4 марта 2021 года Московский городской суд постановил прекратить уголовное дело в отношении Мисюриной за отсутствием состава преступления. Мисюрина имеет право на реабилитацию и компенсацию за незаконное уголовное преследование.
В октябре 2021 года Черёмушкинский районный суд Москвы постановил выплатить Мисюриной компенсацию за уголовное преследование в размере 4 282 221 рублей 90 копеек.

## Общественный резонанс
Приговор вызвал возмущение медицинского сообщества и пациентов. В соцсетях были организованы акции с хештегом #ЯЕленаМисюрина, на портале Change.org был организован сбор подписей в поддержку осуждённого гематолога. Ряд главных врачей московских клиник, учёных и волонтёров выступили с заявлениями о неправосудности приговора и опасности для здравоохранения, которую влечёт уголовное преследование врачей за ятрогенные осложнения и врачебные ошибки, не связанные с халатностью. Указывалось, что осложнения заболеваний и непредсказуемые реакции на лечение рано или поздно случаются в практике практически каждого врача, особенно с большим опытом работы, и требуют профессионального разбора в среде специалистов и страхования ответственности, а не судебного преследования; отмечалось, что при жизнеугрожающих ситуациях зачастую врачу приходится делать сложный выбор между пользой и риском фатальных осложнений от лечения. Высказывались опасения, что угроза возможного уголовного преследования за осложнения от лечения побудит специалистов уходить из профессии. Дело Мисюриной было неоднократно названо «новым „Делом врачей“». По данным СМИ, Следственный комитет России после призыва его руководителя Александра Бастрыкина с 2015 года стал уделять повышенное внимание так называемым ятрогенным преступлениям, наряду с такими направлениями, как коррупция и терроризм. Еще в 2016 году Генпрокуратура обращала внимание СКР на незаконное преследование медиков с неверной квалификацией их действий и без достаточных оснований.
К внимательному и объективному пересмотру делу Елены Мисюриной призвали мэр Москвы Сергей Собянин и заместитель Мэра Москвы по вопросам социального развития Леонид Печатников, депутаты Государственной Думы Владимир Гутенев, Федот Тумусов и др., заместитель председателя Правительства Российской Федерации Ольга Голодец. Прокуратура города Москвы «в связи с нарушениями, допущенными в ходе следствия» обжаловала приговор, а также обратилась в судебную коллегию по уголовным делам Московского городского суда с просьбой избрать для Мисюриной меру пресечения, не связанную с лишением свободы. Министр здравоохранения Вероника Скворцова заявила о незнании подробностей дела, указав, что это «дело суда», и высказала мнение, что при необходимости определить причинно-следственную связь между действиями врача и смертью пациента, необходимо провести дополнительную экспертизу.
В свою очередь, в Следственном комитете указали, что окончательное решение по уголовным делам о врачебных ошибках принимается на основании результатов экспертиз, которые проводят медицинские эксперты, поэтому никакой негативной тенденции, связанной с привлечением к уголовной ответственности врачей, «нет и быть не может», а публичные комментарии незнакомых с материалами дела людей, в том числе медиков,  «не только нарушают элементарную этику, но и провоцируют недоверие граждан к медицинской системе в целом». Обжалование прокуратурой Москвы приговора в СКР вызвало удивление; было отмечено, что прокурор по делу Мисюриной «до последнего» поддерживал позицию следствия.